# Apocalisse (Sclavi)
Apocalisse è un romanzo di Tiziano Sclavi. Si tratta dell'edizione definitiva del romanzo edito per la prima volta come Guerre terrestri nel 1978 e pubblicato a puntate nel 1992, col titolo Il nemico, dal Corriere della Sera.

## Edizioni
- Tiziano Sclavi, Guerre terrestri, Playbook, Rusconi, 1978.
- Tiziano Sclavi, Il nemico, (a puntate), Il Corriere della Sera, 1992.
- Tiziano Sclavi, Apocalisse, prima ed., collana Brivido italiano, Camunia, 1993,  p. 266, ISBN 88-7767-163-7.